# Nuovo stadio Nazionale del Laos
Il nuovo stadio Nazionale del Laos  è un impianto sportivo polivalente sito nel di stretto di Xaythany, parte della prefettura di Vientiane, nel Laos. Aperto nel 2009, viene utilizzato soprattutto per partite di calcio e ha una capienza di 25 000 posti.
In questo impianto giocano le partite casalinghe alcune compagini calcistiche che militano nella Prima Lega laotiana e la nazionale laotiana di calcio.

## Storia
Inaugurato nel 2009 per rimpiazzare il vecchio stadio Nazionale del Laos, nello stesso anno ha ospitato la cerimonia di apertura e la cerimonia di chiusura dei XXV Giochi del Sud-est asiatico.

## Complesso sportivo
Lo stadio sorge nel Complesso sportivo nazionale del Laos, a circa 17 km dal centro di Vientiane. La struttura in cui si trova lo stadio principale ospita anche un palazzetto da 2 000 posti a sedere per eventi acquatici e un centro per la pratica del tennis con un campo dotato di 2 000 posti a sedere e altri sei campi da tennis, ciascuno della capienza di 3000 posti, oltre a un poligono di tiro con 50 posti a sedere.